# Kamensko (odbočka)
Kamensko (nebo též Odb Kamensko) je odbočka, která se nachází v km 24,062 trati Jičín – Nymburk město a v km 0,024 trati Bakov nad Jizerou – Kopidlno. Nachází se na katastrálním území Kopidlno poblíž samoty Kamenský Dvůr východně od města Kopidlno. Provozovatelem odbočky je Správa železnic, ale odbočná větev odbočky směrem do Dolního Bousova od km 0,006 (námezník výhybky č. 1 leží v km 0,000) až po vjezdové návěstidlo BS v km 0,338 náleží provozovateli dráhy AŽD Praha.

## Popis odbočky
Odbočka je vybavena zabezpečovacím zařízením 3. kategorie typu TEST, které je ovládáno ze stanice Kopidlno. V odbočce je jedna výhybka, která je ovládána ručně výhybkářem, který má stanoviště na stavědle odbočky. Závislost výhybky na vjezdových návěstidlech je zřízena pomocí elektromagnetického zámku, do kterého se vkládá výsledný klíč z výhybky. Odbočka je kryta třemi návěstidly ovládanými výpravčím z Kopidlna: S od Rožďalovic, L od Kopidlna a BS od Dolního Bousova. Ze stavědla odbočky byly rovněž klikou (44 otáček) ovládány mechanické závory přejezdu polní cesty č. P4618 v km 23,507 ve směru na Rožďalovice.